# Освета (кратки филм)
Освета је југословенски кратки филм из 1968. године. Режирао га је Едуард Галић који је написао и сценарио.

## Улоге
| Глумац         | Улога |
| -------------- | ----- |
| Никола Гец     |       |
| Раде Шербеџија |       |